# Rhinoliparus rainbowi
Espèce
Synonymes
- Argyrodes argentata Rainbow, 1916 nec O. Pickard-Cambridge, 1880
- Argyrodina rainbowi Roewer, 1942

Rhinoliparus rainbowi est une espèce d'araignées aranéomorphes de la famille des Theridiidae.

## Distribution
Cette espèce est endémique d'Australie. Elle se rencontre au Queensland et en Nouvelle-Galles du Sud.

## Description
La carapace de la femelle holotype mesure 1 mm de long sur 0,5 mm et l'abdomen 1,2 mm de long sur 1,2 mm.
Les mâles mesurent de 2,80 à 3,80 mm et les femelles de 2,36 à 3,80 mm.

## Systématique et taxinomie
Argyrodes argentata Rainbow, 1916, préoccupée par Argyrodes argentata O. Pickard-Cambridge, 1880, a été remplacée par Argyrodina rainbowi par Roewer en 1942. Elle est placée dans le genre Argyrodes par Levi et Levi en 1962 puis dans le genre Rhinoliparus par Vanuytven, Jocqué et Deeleman-Reinhold en 2024.

## Étymologie
Cette espèce est nommée en l'honneur de William Joseph Rainbow. 

## Publications originales
- Roewer, 1942 : Katalog der Araneae von 1758 bis 1940. Bremen, vol. 1, p. 1-1040.
- Rainbow, 1916 : « Arachnida from northern Queensland. Part I. » Records of the Australian Museum, vol. 11, p. 33-64 (texte intégral).